# Tilbury Juxta Clare
Tilbury Juxta Clare eller Tilbury-Juxta-Clare är en by och en civil parish i Braintree i Storbritannien. Den ligger i grevskapet Essex och riksdelen England, i den sydöstra delen av landet, 80 km nordost om huvudstaden London. Orten har 140 invånare (2001). Den har en kyrka.